# Mouilleron-le-Captif
Mouilleron-le-Captif là một xã ở tỉnh Vendée trong vùng Pays de la Loire, Pháp. Xã này có diện tích 19,73 km², dân số năm 2006 là 4085 người. Xã này nằm ở khu vực có độ cao trung bình 81 mét trên mực nước biển.

## Biến động dân số
| Năm | 1962  | 1968  | 1975  | 1982  | 1990  | 1999  | 2006  |
| --- | ----- | ----- | ----- | ----- | ----- | ----- | ----- |
| Dân số | 1 014 | 1 124 | 1 894 | 2 927 | 3 238 | 3 493 | 4 085 |
| From the year 1962 on: No double counting—residents of multiple communes (e.g. students and military personnel) are counted only once. |       |       |       |       |       |       |       |